# Legendrova funkcija hi
Legendrova funkcija hi (običajna označba {\displaystyle \chi _{\nu }(z)\,}) je v matematiki specialna funkcija katere Taylorjeva vrsta je tudi Dirichletova vrsta. Imenuje se po francoskem matematiku Adrienu-Marieu Legendru. Definirana je kot neskončna vrsta:
{\displaystyle \chi _{\nu }(z)=\sum _{k=0}^{\infty }{\frac {z^{2k+1}}{(2k+1)^{\nu }}},\qquad (|z|\leq 1,\Re (\nu )>1,\nu \in \{0,\mathbb {Z} ^{+}\})\!\,.}
Kot taka je podobna Dirichletovi vrsti za funkcijo polilogaritma in se jo res da trivialno izraziti v členih polilogaritma kot:
{\displaystyle {\begin{aligned}\chi _{\nu }(z)&={\frac {1}{2}}\left[\operatorname {Li} _{\nu }(z)-\operatorname {Li} _{\nu }(-z)\right]\\&=\operatorname {Li} _{\nu }(z)-2^{-\nu }\operatorname {Li} _{\nu }\left(z^{2}\right)\!\,.\end{aligned}}}
Legendrova funkcija {\displaystyle \chi _{\nu }(z)\,} se pojavlja v diskretni Fourierjevi transformaciji glede na red ν Hurwitzeve funkcije ζ(s, q) in tudi kot Eulerjevi polinomi z eksplicitnimi zvezami podanimi v posameznih člankih.
Legendrova funkcija {\displaystyle \chi _{\nu }(z)\,} je posebni primer Lerchevega transcendenta {\displaystyle \Phi (z,s,\alpha )\,} in je na ta način podana kot:
{\displaystyle \chi _{\nu }(z)=2^{-\nu }z\,\Phi (z^{2},\nu ,1/2)\!\,.}

## Značilnosti

### Posebne vrednosti Legendrove funkcije χν
{\displaystyle \chi _{0}(1)=\lambda (0)=0\!\,,} kjer je {\displaystyle \lambda (n)\,} Dirichletova funkcija λ.
{\displaystyle \chi _{2}(i)=i\beta (2)=iG\!\,,} kjer je {\displaystyle i\,} imaginarna enota, {\displaystyle \beta (n)\,} Dirichletova funkcija β, {\displaystyle G\,} pa Catalanova konstanta.
{\displaystyle \chi _{2}(-1)=\chi _{2}(1)\!\,.}
{\displaystyle \chi _{2}\left({\sqrt {5}}-2\right)={\frac {\pi ^{2}}{24}}-{\frac {3}{4}}\left(\ln \left({\frac {{\sqrt {5}}+1}{2}}\right)\right)^{2}=0,237559901279\ldots \!\,.}
{\displaystyle \chi _{2}\left({\sqrt {2}}-1\right)={\frac {\pi ^{2}}{16}}-{\frac {1}{4}}\left(\ln({\sqrt {2}}+1)\right)^{2}=0,422645425094\ldots \!\,.}
{\displaystyle \chi _{2}(1/2)=0,515327366694\ldots \!\,.}
{\displaystyle \chi _{2}\left({\frac {{\sqrt {5}}-1}{2}}\right)=\chi _{2}(\Phi -1)={\frac {\pi ^{2}}{12}}-{\frac {3}{4}}\left(\ln \left({\frac {{\sqrt {5}}+1}{2}}\right)\right)^{2}=0,648793417991\ldots \!\,,} kjer je {\displaystyle \Phi \,} število zlatega reza.
{\displaystyle \chi _{2}\left({\sqrt {3}}-3/4\right)=1,029963554710\ldots \!\,.}
{\displaystyle \chi _{2}(1)=\lambda (2)=1+{\frac {1}{3^{2}}}+{\frac {1}{5^{2}}}+\cdots ={\frac {\pi ^{2}}{8}}=1,233700550136\ldots \!\,,} (OEIS A111003).
{\displaystyle \chi _{3}(1/2)=0,504905519133\ldots \!\,.}
{\displaystyle \chi _{3}(1)={\frac {7\zeta (3)}{8}}=1,051799790264\ldots \!\,,} kjer je {\displaystyle \zeta (n)\,} Riemannova funkcija ζ, (OEIS A233091).
{\displaystyle \chi _{4}(1)=\lambda (4)=1+{\frac {1}{3^{4}}}+{\frac {1}{5^{4}}}+\cdots ={\frac {\pi ^{4}}{96}}=1,014678031604\ldots \!\,.}
{\displaystyle \chi _{5}(1)={\frac {31\zeta (5)}{32}}=1,004523762795\ldots \!\,.}
In v splošnem:
{\displaystyle \chi _{n}(1)=\lambda (n)=\left(1-{\frac {1}{2^{n}}}\right)\zeta (n)=\left(1+{\frac {1}{2^{n}-2}}\right)\eta (n)\!\,,} kjer je {\displaystyle \eta (n)\,} Dirichletova funkcija η.
{\displaystyle \chi _{n}(i)=i\beta (n)\!\,.}
Za liha pozitivna cela števila velja zveza :
{\displaystyle \chi _{2n+1}(1)=\lambda (2n+1)=\left(1-{\frac {1}{2^{2n+1}}}\right)\zeta (2n+1),\qquad (n\geq 1)\!\,.}

## Enakosti
{\displaystyle \chi _{2}(x)+\chi _{2}(1/x)={\frac {\pi ^{2}}{4}}-{\frac {i\pi }{2}}|\ln x|,\qquad (x>0)\!\,,}
{\displaystyle {\frac {\mathrm {d} }{\mathrm {d} x}}\chi _{2}(x)={\frac {{\operatorname {arc\,tanh} \,}x}{x}}\!\,.}

## Integralski izrazi
{\displaystyle \int _{0}^{\pi /2}\operatorname {arc\,sin} (r\sin \theta )\mathrm {d} \theta =\chi _{2}\left(r\right)\!\,,}
{\displaystyle \int _{0}^{\pi /2}\operatorname {arc\,tg} (r\sin \theta )\mathrm {d} \theta =-{\frac {1}{2}}\int _{0}^{\pi }{\frac {r\theta \cos \theta }{1+r^{2}\sin ^{2}\theta }}\mathrm {d} \theta =2\chi _{2}\left({\frac {{\sqrt {1+r^{2}}}-1}{r}}\right)\!\,,}
{\displaystyle \int _{0}^{\pi /2}\operatorname {arc\,tg} (p\sin \theta )\operatorname {arc\,tg} (q\sin \theta )\mathrm {d} \theta =\pi \chi _{2}\left({\frac {{\sqrt {1+p^{2}}}-1}{p}}\cdot {\frac {{\sqrt {1+q^{2}}}-1}{q}}\right)\!\,,}
{\displaystyle \int _{0}^{\alpha }\int _{0}^{\beta }{\frac {\mathrm {d} x\mathrm {d} y}{1-x^{2}y^{2}}}=\chi _{2}(\alpha \beta ),\qquad (|\alpha \beta |\leq 1)\!\,.}